# Stagetus pellitus
Stagetus pellitus é uma espécie de insetos coleópteros polífagos pertencente à família Anobiidae.
A autoridade científica da espécie é Chevrolat, tendo sido descrita no ano de 1859.
Trata-se de uma espécie presente no território português.